# Ferratum
Ferratum Group ("Ferratum") er en international udbyder af mobile finansielle tjenesteydelser. Ferratum har hovedkvarter i Helsinki og blev grundlagt i maj 2005.
Ferratum tilbyder i øjeblikket syv produkter: Micro Loans, Plus Loans, Credit Limit, Ferratum Business, Ferratum P2P, Prime Loans og Mobile Banking.
Ferratum specialiserer sig inden for automatiserede bankprocesser med en centraliseret teknologi-infrastruktur. De tilbyder et scoresystem kreditgodkendelser.
Ferratum driver en mobilbank eller en 100 % onlinebank og har ingen afdelinger.

## Historie og grundlægger
Ferratum blev grundlagt i 2005 af Jorma Jokela, der har læst regnskab på handelshøjskolerne i Kuopio og Helsinki. Han er grundlægger af Jokela Capital Oy i Helsinki, hvor han har stået i spidsen for virksomheden som adm. direktør fra 1998 til 2000. Efterfølgende solgte han virksomheden Jokela Capital i 2004. I 2005 grundlagde han Ferratum og har været dets adm. direktør siden.

## Geografisk tilstedeværelse/drift
Ferratum udbyder mobillån til forbrugere og mindre virksomheder og er i øjeblikket repræsenteret i Europa, Nordamerika, Sydamerika og området APAC. Firmaet har en EU-banklicens.[kilde mangler]

## Optagelse på børsen i Frankfurt
Ferratum blev optaget på børsen i Frankfurt den 6. februar 2015. Ferratum var den første fintech-virksomhed på børsen.[kilde mangler] I forbindelse med annonceringen solgte Ferratum sine aktier til internationale institutionelle investorer. Salgsprisen for aktiverne var € 17, mens virksomhedens markedsværdi udgjorde samlet € 370 mio. I alt blev € 48 mio. samlet af hensyn til finansiering af virksomhedens fremtidige vækst: nye produktområder og virksomhedsekspansion. Efter optagelsen er Jorma Jokela stadig den største aktionær i virksomheden.